# Maria van Hongarije (1370-1395)
Maria van Hongarije (circa 1370/1371 - Boeda, 17 mei 1395) was van 1382 tot 1385 en van 1386 tot aan haar dood koningin van Hongarije. Ze behoorde tot het huis Anjou-Sicilië.

## Levensloop
Maria was de tweede dochter van koning Lodewijk I van Hongarije en diens tweede echtgenote Elisabeth van Bosnië. Nog voor haar eerste verjaardag werd ze door haar vader uitgehuwelijkt aan Sigismund van Luxemburg, zoon van keizer Karel IV van het Heilige Roomse Rijk. Na het overlijden van haar oudere zus Catharina in 1378 werd Maria troonopvolgster van de koninkrijken Hongarije en Polen, aangezien haar vader geen mannelijke nakomelingen had. In september 1379 werd ze door de Poolse magnaten als troonopvolgster erkend.
Een week na het overlijden van haar vader werd Maria op 17 september 1382 in de kathedraal van Székesfehérvár tot koningin van Hongarije gekroond. Aangezien ze toen nog minderjarig was, werd haar moeder Elisabeth aangesteld als regentes. Op haar kroning was haar verloofde Sigismund afwezig, waarmee haar moeder en haar aanhangers wilden aantonen dat Maria ook na haar huwelijk de volledige macht over Hongarije zou behouden. De adel van Polen wilde echter Maria enkel aanvaarden als koningin als ze zich in Polen zou vestigen. Maria wilde echter in Hongarije blijven wonen, waarna haar jongere zus Hedwig werd aangeduid als koningin van Polen.
Een groot deel van de Hongaarse adel vond het echter onaanvaardbaar dat ze geregeerd werden door een vrouwelijke monarch. Zij beschouwden koning Karel III van Napels, het laatste mannelijke lid van het huis Anjou-Sicilië, als wettige troonopvolger van koning Lodewijk I. Om de positie van Maria op de Hongaarse troon te verzekeren, wilde haar moeder de verloving met Sigismund verbreken en Maria uithuwelijken aan hertog Lodewijk I van Orléans, broer van koning Karel VI van Frankrijk. Dit veroorzaakte een breuk tussen de edelen die wel aan Maria's kant stonden, aangezien een deel van die edelen Sigismund bleven steunen. Nadat Sigismund Elisabeth er tevergeefs van probeerde te overtuigen om de verloving niet te verbreken, werd in mei 1385 de verloving tussen Lodewijk en Maria bevestigd.
In september 1385 viel Karel III van Napels met een leger Dalmatië binnen in een poging om de Hongaarse troon te bemachtigen. Vervolgens kwam Sigismund van Luxemburg naar de Hongaarse hoofdstad Boeda om hulp aan te bieden aan Elisabeth, op voorwaarde dat zij haar toestemming moest geven voor een huwelijk tussen Sigismund en Maria. In oktober 1385 vond het huwelijk plaats, maar Sigismund werd niet gekroond tot koning van Hongarije en hij kreeg ook geen officiële functie. Karel III van Napels rukte intussen met zijn legers steeds meer op naar Boeda, gesteund door een groot deel van de Hongaarse adel. In december 1385 werd Karel door Maria en haar moeder officieel ontvangen, waarna Maria zonder zich te verzetten aftrad als koningin van Hongarije uit schrik dat Karel haar anders zou vermoorden. Vervolgens werd Karel uitgeroepen tot gouverneur van Hongarije en korte tijd later verkoos de adel hem tot de nieuwe koning van Hongarije. 
Maria en haar moeder mochten in Boeda blijven wonen, maar desondanks probeerde haar moeder Elisabeth alles om van Karel af te geraken. Ze gaf de meester van de schenkers Blaise Forgách de opdracht om Karel te vermoorden. Tijdens een bezoek aan Maria en Elisabeth werd Karel op 7 februari 1386 aangevallen door Forgách, met een stevige verwonding aan het hoofd als gevolg. Op 24 februari stierf Karel aan de gevolgen van zijn verwondingen. Maria werd vervolgens opnieuw koningin van Hongarije onder het regentschap van haar moeder. Om de titel van koning af te dwingen viel haar echtgenoot Sigismund in april 1386 Opper-Hongarije binnen. Na weken van onderhandelingen kreeg Sigismund de titel van koning-gemaal, maar ontevreden met het resultaat keerde hij terug naar Bohemen.
De aanhangers van Karel, die vonden dat diens zoon Ladislaus op de Hongaarse troon moest, waren ook ontevreden en kwamen in opstand tegen Maria en Elisabeth. Op 25 juli 1386 werden beide vrouwen tijdens hun verblijf in Gorjani door aanhangers van Karel ontvoerd en gevangengezet in het kasteel van Ivanić Grad. Later werden ze overgebracht naar het kasteel van Novigrad. 
In de afwezigheid van Maria werd haar echtgenoot Sigismund aangeduid als regent. In januari 1387 viel hij Slavonië binnen om de rebellen te verslaan, wat echter niet lukte. Toen de tegenstanders van Maria te weten kwamen dat Sigismund Slavonië was binnengevallen, werd haar moeder in het bijzijn van Maria gewurgd. Op 31 maart 1387 liet Sigismund zich tot koning van Hongarije kronen, waarna een van Sigismunds aanhangers gesteund door de vloot van de Republiek Venetië het kasteel van Novigrad belegerde. Op 4 juni 1387 slaagden ze erin om het kasteel te veroveren en werd Maria bevrijd.
Maria bleef officieel koningin van Hongarije, maar ze moest Sigismund naast zich dulden als medeheerser. Haar invloed op de regering bleef echter minimaal. 
Op 17 mei 1395 viel een zwangere Maria tijdens een jacht in het bos van Boeda van haar paard, waarna haar paard op haar viel. Door het ongeval begonnen haar weeën, waardoor haar zoon veel te vroeg werd geboren. De bevalling was fataal voor Maria en ook haar zoon overleefde de bevalling niet. Ze werd bijgezet in de kerk van Oradea. Haar zus Hedwig claimde vervolgens de Hongaarse troon, maar Sigismund slaagde erin om de Hongaarse troon te behouden. 